# 濾心
濾心，為白色滾筒狀，主要用於過濾液體雜質。日常生活用於飲水機過濾水中雜質；工廠使用過濾桶（可放置八到十二支濾心），用於過濾液體使液體保持乾淨。有些濾心材質也會使用竹炭，可淨化水質。